# Nura (Ort)

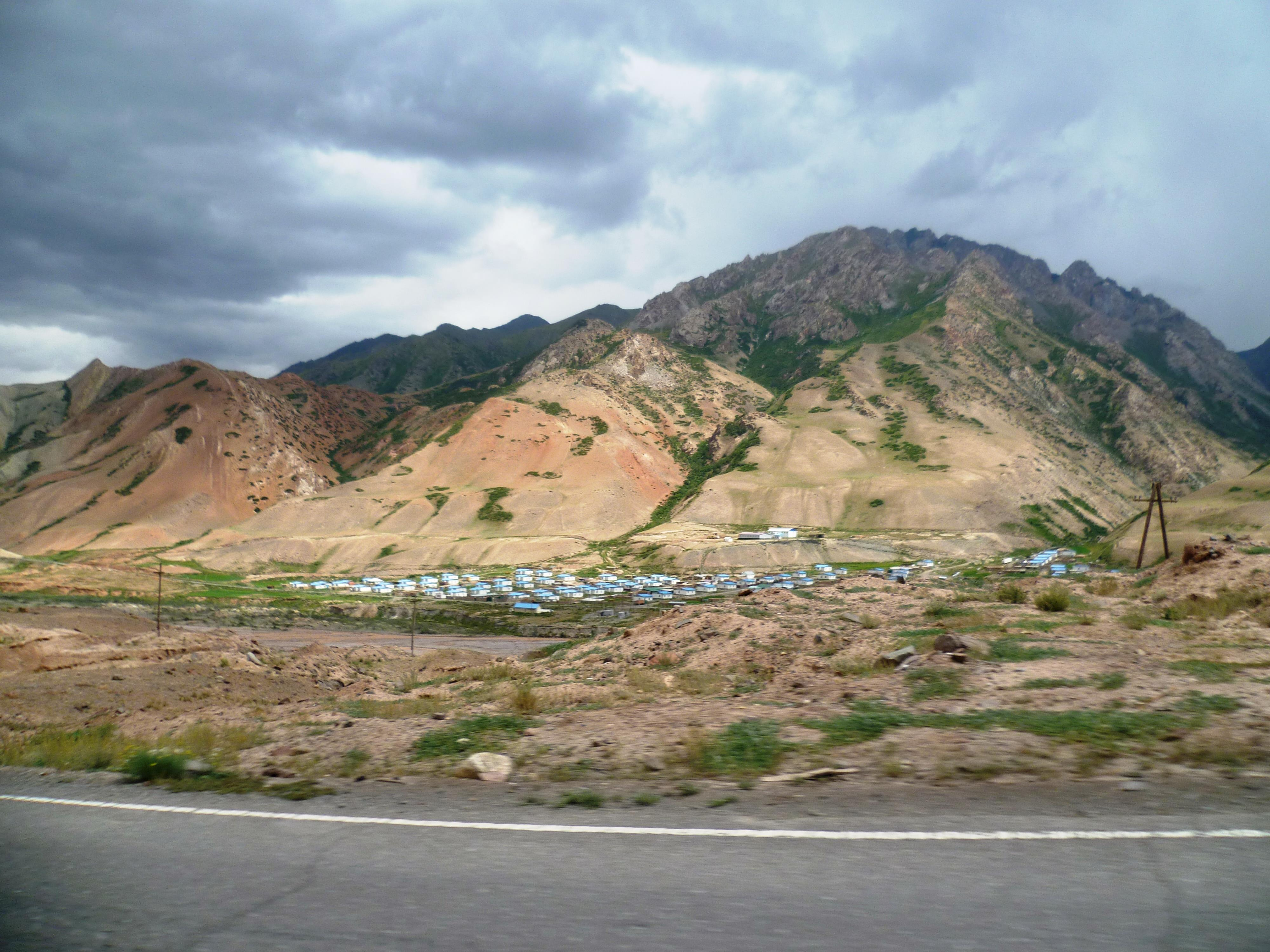
Blick auf das Dorf

Nura (kirgisisch Нура) ist ein Dorf im Oblus Osch mit 1136 Einwohnern (Stand 2023).
Das Dorf liegt auf einer Höhe von 2931 m am gleichnamigen Fluss Nura.

## Bevölkerung
| Jahr | Einwohner |
| ---- | --------- |
| 2009 | 0891      |
| 2014 | 0974      |
| 2015 | 0991      |
| 2020 | 1070      |
| 2021 | 1101      |
| 2023 | 1136      |

## Erdbeben
Am 6. Oktober 2008 traf ein Erdbeben das Dorf, welches 100 Gebäude zerstörte und 75 Opfer forderte.